# Bernard Galler
Bernard A. Galler (Chicago, 3 ottobre 1928 – Ann Arbor, 4 settembre 2006) è stato un matematico e informatico statunitense presso l'Università del Michigan, coinvolto nello sviluppo di sistemi operativi su larga scala e linguaggi per computer compreso il linguaggio di programmazione MAD e il sistema operativo Michigan Terminal System.
Ha frequentato l'Università di Chicago dove ha conseguito un Bachelor in matematica presso l'Università di Chicago (1947), seguito da un Master della UCLA e un dottorato di ricerca all'Università di Chicago (1955), consigliato da Paul Halmos e Marshall Stone. Entrò nel dipartimento di matematica presso l'Università del Michigan (1955) dove insegnò il primo corso di programmazione (1956) utilizzando un IBM 704. Galler contribuì a sviluppare il linguaggio informatico chiamato Michigan Algorithm Decoder (1959-) in uso in diverse università. Ha formato il dipartimento di Scienze della comunicazione (1965), ribattezzato Computer Sciences (CS), che è diventato il dipartimento di Computer and Communications (CCS) (1984), e il Dipartimento di Informatica negli anni '70, da cui si è ritirato nel 1994. La sua classe ha sviluppato il programma di pianificazione dei corsi in tempo reale chiamato CRISP (Computer Registration Involving Student Participation) che permetteva agli studenti di registrarsi ai corsi senza dover attendere in lunghe file. L'Università ha utilizzato l'applicazione CRISP per oltre quindici anni.
Dal 1968 al 1970, il Prof. Galler è stato Presidente dell'Association for Computing Machinery (ACM). Nel 1994 è stato inserito come membro dell'Association for Computing Machinery. È stato editore fondatore della rivista IEEE Annals of the History of Computing (1979-1987). È stato anche presidente del Software Patent Institute (1992). Per quindici anni, ha servito come testimone esperto in numerosi importanti casi legali in tutto il paese riguardanti problemi di software per computer.
Era sposato con Enid Harris, suonava il violino in diverse orchestre e gruppi da camera, ha co-fondato l'Ypsilanti Youth Orchestra (2001) per bambini le cui scuole non avevano un'educazione musicale per archi. È stato presidente del consiglio d'orchestra presso l'Università del Michigan e membro della sezione Ann Arbor del Rotary International. Morì di embolia polmonare.
Il Bernard A. Galler Fellowship Fund è stato istituito presso il Dipartimento di Ingegneria Elettrica e Informatica dell'Università del Michigan per "attrarre e sostenere studenti laureati eccezionali che perseguono una laurea in informatica".